# Sint Martinuskerk (Tessenderlo)

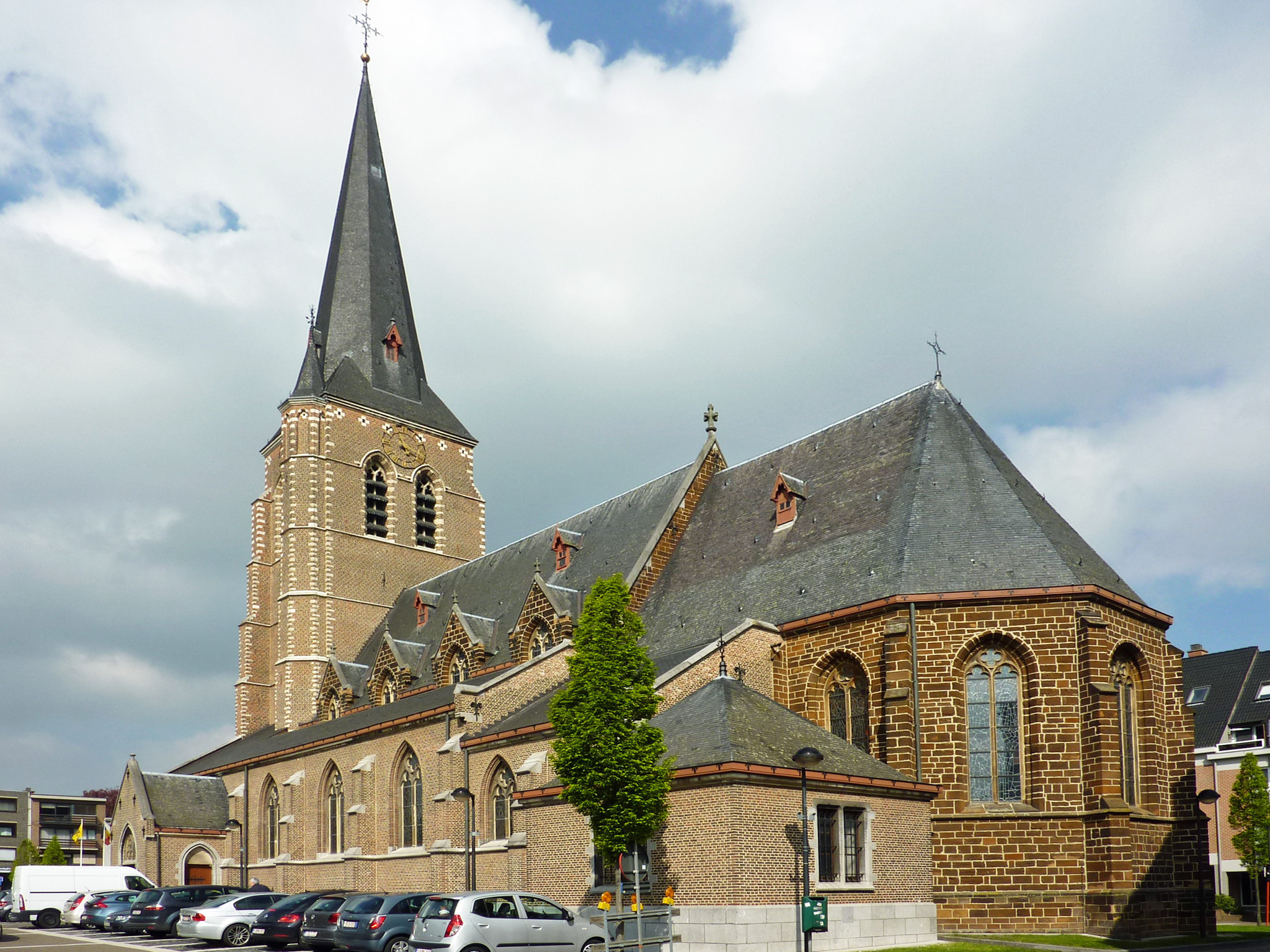
Die Martinuskerk mit Blick zum in Demergotik ausgeführten Chor

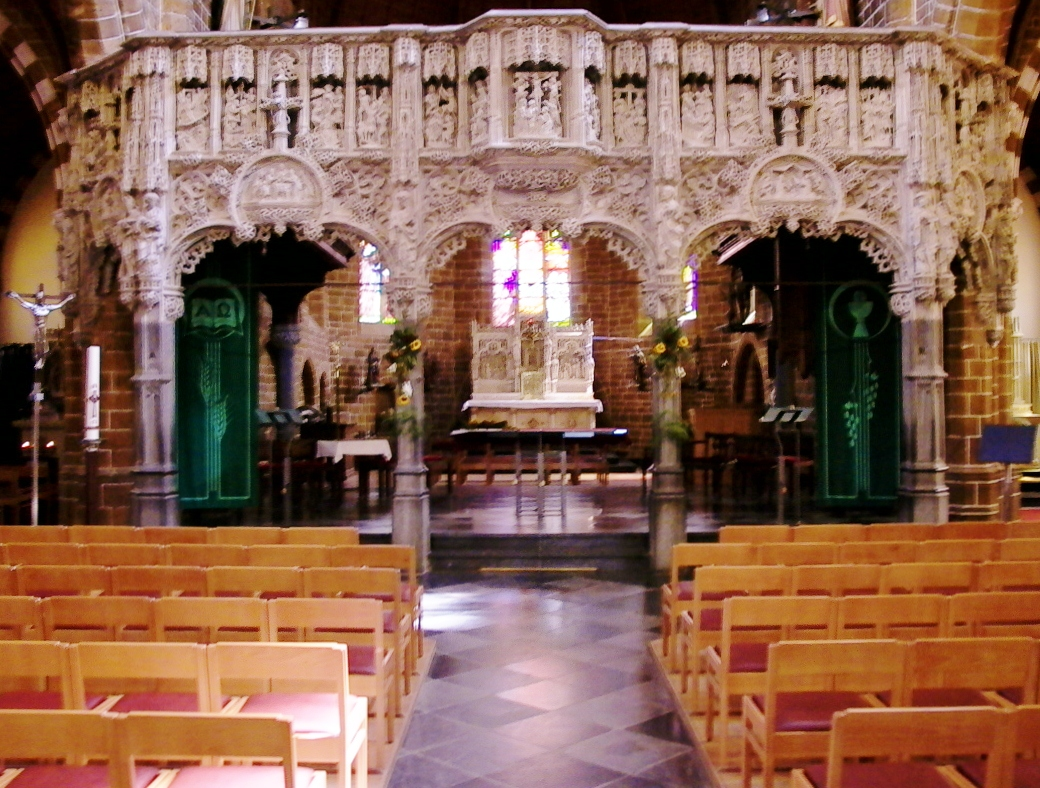
Der Lettner

Die Sint Martinuskerk ist eine römisch-katholische Pfarrkirche in Tessenderlo in der belgischen Provinz Limburg. Die Kirche ist für ihren spätgotischen Lettner bekannt.

## Geschichte
Die heutige Martinuskirche ersetzt einen romanischen Vorgängerbau, der um 1135 entstanden ist. Der gotische Neubau entstand im Stil der Demergotik aus eisenerzhaltigem Sandstein. Ältester Teil der Kirche ist der Chorraum von 1397. Mit dem Bau von Lang-, Querhaus und Seitenschiffen wurde 1444 begonnen. 1478 wurde der romanische Turm durch ein Bauwerk im Stil der Kemper Gotik ersetzt.
1841 bis 1844 wurden das Querhaus und die Seitenschiffe niedergelegt und an ihrer Stelle neugotische Seitenschiffe errichtet. Die Langhausarkaden des Mittelschiffes, der Chor und der Turm wurden beibehalten.
1520 bis 1530 erhielt die Kirche ihren reich ausgestalteten spätgotischen Lettner.
Die Orgel ist ein Werk von Theodoor Smet aus dem Jahr 1839 mit heute 30 Registern auf zwei Manualen und Pedal.